# Proternia philocapna
Proternia philocapna is een vlinder uit de familie van de grasmotten (Crambidae). De wetenschappelijke naam van deze soort is voor het eerst voorgesteld door Edward Meyrick in een publicatie uit 1884.
De soort komt voor in Nieuw-Zeeland.